# Czerkowna (obwód Razgrad)
Czerkowna (bułg. Черковна) – wieś w Bułgarii, w obwodzie Razgrad, w gminie Razgrad. W 2023 roku liczyła 92 mieszkańców.